# Бейсуг (селище)
Бейсуг (рос. Бейсуг) — селище в Виселківському районі Краснодарського краю. Центр Бейсузького сільського поселення.
Селище лежить за 21 км східніше районного центру — станиці Виселкі на річці Бейсужек (права притока Бейсугу), на заході межує зі станицею Новодонецькою, на сході — Александроневською. Залізнична станція Бурсак на лінії Тихорецька — Краснодар.

## Історія
Робітниче селище Бейсуг засноване у 1875 році під час будівництві залізниці. Залізнична станція отримала назву на честь кубанського отамана Федора Яковлевича Бурсака (1750—1827).

## Видатні уродженці
- Дем'яненко Ілля Сергійович — Герой Радянського Союзу.